# Guadalupe Ruiz-Giménez Aguilar
Guadalupe Ruiz-Giménez Aguilar, née le 10 août 1947 à Madrid, est une femme politique espagnole.
Membre de l'Union du centre démocratique puis du Centre démocratique et social, elle siège au Parlement européen de 1989 à 1994.